# 잔 마리아 볼론테
잔 마리아 볼론테(이탈리아어: Gian Maria Volonté, 1933년 4월 9일 ~ 1994년 12월 6일)는 이탈리아의 배우이다. 세르조 레오네 감독의 스파게티 웨스턴 《황야의 무법자》와 《석양의 건맨》의 악역으로 출연하였다. 1983년 《마리오 리치의 죽음》으로 칸 영화제 남우주연상을 수상했다.

## 출연 작품
- 오픈 도어스 (1990)
- 죽음의 연대기 (1987)
- 모로 사건 (1986)
- 마리오 리치의 죽음 (1983)
- 춘희 (1981)
- 그리스도는 에볼리에서 멈추었다 (1979)
- 오그로 (1979)
- 토도 모도 (1976)
- 럭키 루치아노 (1973)
- 마테이 사건 (1972)
- 천국으로 가는 노동계급 (1971)
- 사코 & 반젯티 (1971)
- 매니 워즈 어고우 (1970)
- 완전 범죄 (1970)
- 암흑가의 세 사람 (1970)
- 동풍 (1969)
- 전갈자리 (1969)
- 바이올런트 포 (1968)
- 시칠리아의 음모 (1967)
- 장군에게 총알을 (1966)
- 석양의 건맨 (1965)
- 황야의 무법자 (1964)
- 나폴리에서의 4일 (1962)
- 불타는 남자 (1962)
- 가방을 든 여인 (1961)